# (30837) Steinheil
(30837) Steinheil ist ein Asteroid des Hauptgürtels, der am 15. Januar 1991 vom deutschen Astronomen Freimut Börngen an der Thüringer Landessternwarte Tautenburg (IAU-Code 033) in Thüringen entdeckt wurde.
Der Asteroid wurde nach dem deutschen Physiker, Astronomen, Optiker und Unternehmer Carl August von Steinheil (1801–1870) benannt, der 1855 auf persönlichen Wunsch des bayrischen Königs Maximilian II. die spätere Optisch-astronomische Anstalt C. A. Steinheil & Söhne gründete, in der die von ihm miterfundene Methode zur Verspiegelung von Glasoberflächen mittels einer dünnen Silberschicht zur Herstellung hochwertiger Teleskope genutzt wurde.